# هاردن دينيسي
هاردن دينيسي (بالإنجليزية: Harden Dean)‏ هو لاعب كرة قدم أسترالية أسترالي، ولد في 13 أكتوبر 1913 في لاونسستون في أستراليا، وتوفي في 23 أغسطس 1982 في غيلونغ في أستراليا.

## وصلات خارجية
- هاردن دينيسي على موقع AustralianFootball.com (الإنجليزية)
- هاردن دينيسي على موقع AFLtables.com (الإنجليزية)